# Jeanne Lapoirie
Jeanne Lapoirie (Paris, 1963) é um diretor de fotografia francês.